# Drino flavicans
Drino flavicans là một loài ruồi trong họ Tachinidae.